# Camelomantis giraffa
Camelomantis giraffa är en bönsyrseart som beskrevs av Giglio-tos 1912. Camelomantis giraffa ingår i släktet Camelomantis och familjen Mantidae. Inga underarter finns listade i Catalogue of Life.